# Wilhelmina Krafft

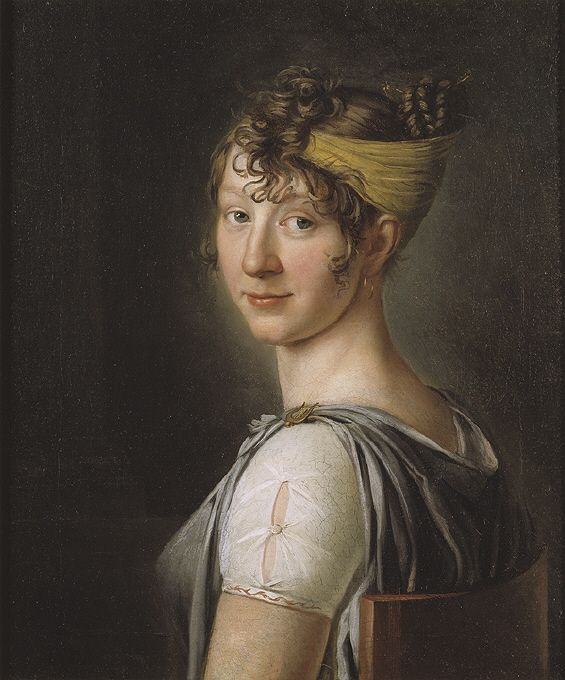
Wilhemina Krafft, Gemälde ihres Bruders Per Krafft des Jüngeren, um 1800

Maria Wilhelmina Krafft, ab 1805 Wilhelmina Noréus (* 1778 in Stockholm; † 1828 in Norrköping, Östergötland, Schweden), war eine schwedische Porträt- und Miniaturmalerin.

## Leben
Wilhelmina Krafft war eine Tochter des schwedischen Malers Per Krafft des Älteren und dessen Ehefrau Maria Vilhelmina Ekebom. Ihr Bruder war der Maler Per Krafft der Jüngere. 1805 heiratete sie den Provinzialarzt Olof Noréus (1770–1846). Ihre Tochter war die Landschafts- und Genremalerin Pamela Noréus.
Bereits als Kinder kamen Wilhelmina und ihr Bruder Per mit der Porträtmalerei ihres Vaters in Berührung, etwa indem sie ihnen für seine Kinderporträts Modell saßen. In den 1790er Jahren konnte sie an der Kunstakademie Stockholm, wo ihr Vater Mitglied und Professor war, studieren und eine Spezialausbildung für Miniaturmalerei bei Lorentz Svensson Sparrgren (1763–1828) erhalten. 1797 debütierte sie zusammen mit ihrem Bruder auf einer Ausstellung, bei der man ihr – wohl als erste weibliche Künstlerin in Schweden überhaupt – eine Medaille der Akademie verlieh. Auch auf der akademischen Ausstellung des Folgejahres war sie vertreten.
Wilhelmina Krafft schuf Miniaturporträts im Stil des Klassizismus bzw. des Empire. Zwei dieser Porträts befinden sich in der Sammlung des Schwedischen Nationalmuseums.